# Francesch Carreras
Francesch Carreras y Candi (Barcelona, 1862-Barcelona, 1937) fue un historiador, geógrafo y político español.

## Biografía
Se licenció en Derecho en la Universidad de Barcelona en 1882 y en 1890 fue presidente de la Juventud Conservadora. Fue profesor de Historia de Cataluña en los Estudios Universitarios Catalanes y en el Ateneo Enciclopédico Popular. En 1898 ingresó en la Real Academia de las Buenas Letras de Barcelona, de la cual fue presidente entre 1918-1931 y 1934-1937. En el boletín de dicha academia publicó numerosos trabajos históricos. Aficionado al excursionismo, en 1888-1890 fue secretario de la Associació Catalanista d'Excursions Científiques. Fue vicepresidente del Centro Excursionista de Cataluña en 1912. Publicó artículos en diversos medios, relacionados con la historia y la geografía, en especial en La Ilustració Catalana y en La Vanguardia.
También se interesó por la filatelia y fue miembro de los congresos de la Unión Postal Universal de Berna (1900) y Roma (1906), fundando en 1901 la Sociedad Filatélica Catalana. Como historiador, participó en los Congresos de Historia de la Corona de Aragón.
Fue académico de número de la Real Academia de Buenas Letras de Barcelona de la cual fue presidente durante casi veinte años contribuyendo a la fundación del Boletín de esa institución en la que publicó numerosos artículos históricos. Fue también académico correspondiente de la Real Academia de la Historia de Madrid y de la Real Academia de Buenas Letras de Sevilla.
Aunque desde su juventud colaboró en infinidad de periódicos y publicaciones, sobre los más variados temas como los castillos, la numismática, la filatelia, etc. su principal obra es La ciudad de Barcelona (1916) que sigue siendo, un siglo más tarde, la obra de referencia por excelencia de dicha ciudad, y que forma parte de la obra Geografía General de Cataluña (1908-18) que él mismo dirigió. Y que posteriormente englobó Vascongadas (1921), Valencia (1922) y Galicia (1928). Continuó el trabajo de equipo iniciado en esta obra en Folklore y costumbres de España (1933).
Fue concejal del Ayuntamiento de Barcelona (1891-1922) por la Lliga Regionalista y promovió la publicación de documentos inéditos del archivo municipal, como el Manual de novells ardits o Dietari de l'antic consell barceloní y Rúbriques de Bruniquer. Fue también presidente de la comisión del distrito del Ensanche (1918-1922) y contribuyó a salvar los astilleros. También fue cónsul en Barcelona de la República Dominicana desde 1900, y gerente de la Real Compañía de Canalización y Riegos del Ebro desde 1923.
Parte del fondo personal de Francesch Carreras y Candi se conserva en el Archivo Histórico de la Ciudad de Barcelona.

## Obras
- Pere Joan Ferrer, militar i senyor del Maresme (1892)
- Lo castell de la Roca del Vallès (1895)
- Notas históricas de Sarriá (1897)
- Dietari de la guerra a Cervera (1907)
- Geografía General de Catalunya (1908-1918)
- Geografía General del Reino de Valencia, dirigida por... Barcelona: Alberto Marín, 5 tomos (Publicada hacia 1913).
- Orígenes de la enfiteusis en Barcelona durante los siglos XI y XII (1909)
- Narraciones montserratinas (1911)
- La Via Layetana (1913)
- La ciutat de Barcelona (1916)
- La creu coberta (1919)
- Les dreçanes barcelonines, sos inventaris y restauració (1928)
- Geografía General del Reino de Galicia (1928; coordinador)
- Desafiaments a Catalunya en el segle XVI (1936) con Siegfried Bosch
- Cataluña ilustrada (1940)
- La navegación en el río Ebro (1940)